# Dulce Félix
Dulce Félix, född den 23 oktober 1982, är en portugisisk friidrottare (långdistanslöpare). Hon tävlar i 10 000 meter, terränglöpning och maraton. Félix tävlade i olympisk maraton 2012 och 2016 och kom på plats 21 och 16 respektive år.

## Biografi
Félix föddes i Azurém, Guimarães kommun. Hon började sin karriär som junior vid Världsmästerskapen i terränglöpning 2000 och 2001, även om hon inte slog de 60 bästa löparna vid något tillfälle. Hon slutade 31:a vid 2001 års europeiska terränglöpningsmästerskap.
Hon blev nedslagen av sina prestationer på internationell nivå och tvivlade på om hon kunde vara en löpare av professionell standard. Hon började arbeta i ett lågavlönat jobb på en klädfabrik men utbildade sig ändå, trots de långa timmarna och det tröttsamma arbetet. En annan portugisisk löpare, Jéssica Augusto, uppmanade henne att sluta jobbet och fokusera på heltid på sin löpning. Hon följde rådet och hade vissa framgångar på den nationella arenan 2007, och vann den portugisiska titeln på löpning 10 000 meter. Félix började etablera sig på den internationella friidrottsarenan året därpå: hon slutade 72:a vid 2008 IAAF World Cross Country Championships, men hade mycket bättre tur vid 2008 IAAF World Half Marathon Championships, där hon slutade på plats 13 (den näst snabbaste europeiskfödda löparen efter Luminița Talpoș).
Säsongen 2009 visade sig leda till en betydande utveckling i hennes karriär. Vid 2009 IAAF World Cross Country Championships slutade hon på 15:e plats och ledde därmed de portugisiska kvinnorna till en lagbronsmedalj.  Félix vann Great Ireland Run i april och satte ett personbästa på 32:18 på distansen på 10 km. Hon vann Göteborgsvarvet, halvmaraton, i maj samma år och tog en bronsmedalj i Europacupen 10 000 meter månaden efter. Efter en femteplats på 5 000 meter vid lag-EM 2009 blev hon anmäld till 10 000 meter vid världsmästerskapen i friidrott 2009. I finalen sprang hon ett då personligt rekord på 31:30,90 för 13:e plats. Efter detta njöt hon av en framgångsrik löpning i landsvägs- och terrängtävlingar: hon var trea vid Great North Run och tvåa vid både Portugal Half Marathon (med ett halvmaraton som bäst på 1:10:44) och Great South Run.
Efter segrar i Warandeloop och Lotto Cross Cup-mötet i Västflandern, sprang hon vid 2009 års europeiska längdåkningsmästerskap och även om hon slutade sexa, hjälpte hon de portugisiska kvinnorna att toppa lagrankingen. Hon avslutade året med segrar på São Silvestre de Lisboa och São Silvestre da Amadora 10 km landsvägslopp. 2010 var hon trea på Cinque Mulini och blev portugisisk mästare i vid Almond Blossom Cross Country. Hon vann också den nationella kortbanetävlingen samt 1500 meter och 3000 meter nationella klubbtitlar. Hon lyckades inte hjälpa damlaget för en andra gång vid 2010 IAAF World Cross Country Championships när hon drog sig ur tävlingen.
Hon representerade Portugal i löpning 10 000 meter vid Europamästerskapen i friidrott 2010, men hon sackade efter under andra halvan av loppet och slutade på nionde plats. Hon sprang på Great North Run i september, men missade återigen topplatsen och slutade som tvåa efter Berhane Adere. EM 2010 hölls i Portugal i december och hon nådde pallen och tog bronsmedaljen. Hon vann också ett lagguld tillsammans med eventvinnaren Jéssica Augusto.
Félix ledde Maratona Clube de Portugal till andra plats i lagrankingen vid 2011 års European Cross Country Club Championships, som arrangerades på Cinque Mulini. Hon var tvåa i det individuella loppet, precis före sin klubbkamrat Sara Moreira. Vid Lissabons halvmaraton i mars slog hon det portugisiska rekordet på halvmaraton med tiden 1:08:33 timmar. Hon förklarade också sin avsikt att gå ett steg längre och fokusera på att förbättra Rosa Motas maratonrekord. Hon sprang en tid på 2:26:30 timmar för sin debut vid Vienna City Marathon, och slutade några sekunder efter vinnaren Fate Tola. Hon slog rekord i Austrian Women's Run 5K, där hon var nästan en halv minut före tvåan Augusto.
Félix var Europas bästa löpare på 10 000 m vid Världsmästerskapen i friidrott 2011, där hon kom åtta. Hon kom nära prispallen vid 2011 års New York City Marathon och tog fjärde plats med ett personligt rekord på 2:25:40 timmar. Hon ledde det portugisiska laget vid EM 2011 och vann silvermedaljer både individuellt och i landslaget. I början av 2012 blev hon bara sjua på Lissabons halvmaraton, men kom trea på Göteborgsvarvet i maj. Sedan vann hon 10 000 meter i damtävlingen vid EM.
Félix representerar Benfica sedan 21 augusti 2013. Den 12 januari 2014 vann Félix det portugisiska landsmästerskapet för damer igen, där hon upprepade sin prestation från 2013. Den 2 mars 2014 vann hon sin femte raka titel i portugisiska terränglopp, en unik prestation i damtävlingen. Den 11 januari 2015 vann hon det portugisiska landsvägsmästerskapet för damer, för tredje gången i rad.

## Personliga resultat
| Yta  | Evenemang                     | Tid (h:min:s)                                      | Plats                                  | Datum            |
| ---- | ----------------------------- | -------------------------------------------------- | -------------------------------------- | ---------------- |
| Bana | Löpning 1 500 meter (inomhus) | 4:14.96                                            | Pombal, Portugal                       | 13 februari 2010 |
| Bana | Löpning 3 000 meter (inomhus) | 8:56.84                                            | Pombal, Portugal                       | 14 februari 2010 |
| Bana | Löpning 5 000 meter           | 15:08.02                                           | Stockholm, Sverige                     | 31 juli 2009     |
| Bana | Löpning 10 000 meter          | 31:19.03                                           | Amsterdam, Nederländerna               | 6 juli 2016      |
| Väg  | 5 km                          | 15:31                                              | Wien, Österrike                        | 3 juni 2012      |
| Väg  | Löpning 10 000 meter          | 32:16                                              | Lissabon, Portugal                     | 27 december 2014 |
| Väg  | Löpning 15 000 meter          | 49:15                                              | Lissabon, Portugal                     | 13 januari 2013  |
| Väg  | Löpning 20 000 meter          | 1:06:16                                            | Göteborg, Sverige                      | 12 maj 2012      |
| Väg  | Halvmaraton                   | 1:08:33 Lista över portugisiska rekord i friidrott | Lissabon, Portugal                     | 20 mars 2011     |
| Väg  | 25 000 meter                  | 1:25:26                                            | New York                               | 6 november 2011  |
| Väg  | Löpning 30 000 meter          | 1:42:19                                            | New York, USA                          | 6 november 2011  |
| Väg  | Maraton                       | 2:25:15                                            | London maraton\|London, United Kingdom | 26 april 2015    |

- All information (utom 5 km) tagen från IAAF:s profil.